# Малышевка (Винницкая область)
Малышевка (укр. Малишівка) — село на Украине, находится в Казатинском районе Винницкой области.
Код КОАТУУ — 0521482606. Население по переписи 2001 года составляет 64 человека. Почтовый индекс — 22154. Телефонный код — 4342.
Занимает площадь 0,66 км².

## Адрес местного совета
22154, Винницкая область, Казатинский р-н, с. Йосиповка, ул. Ленина, 88